# 金輪島

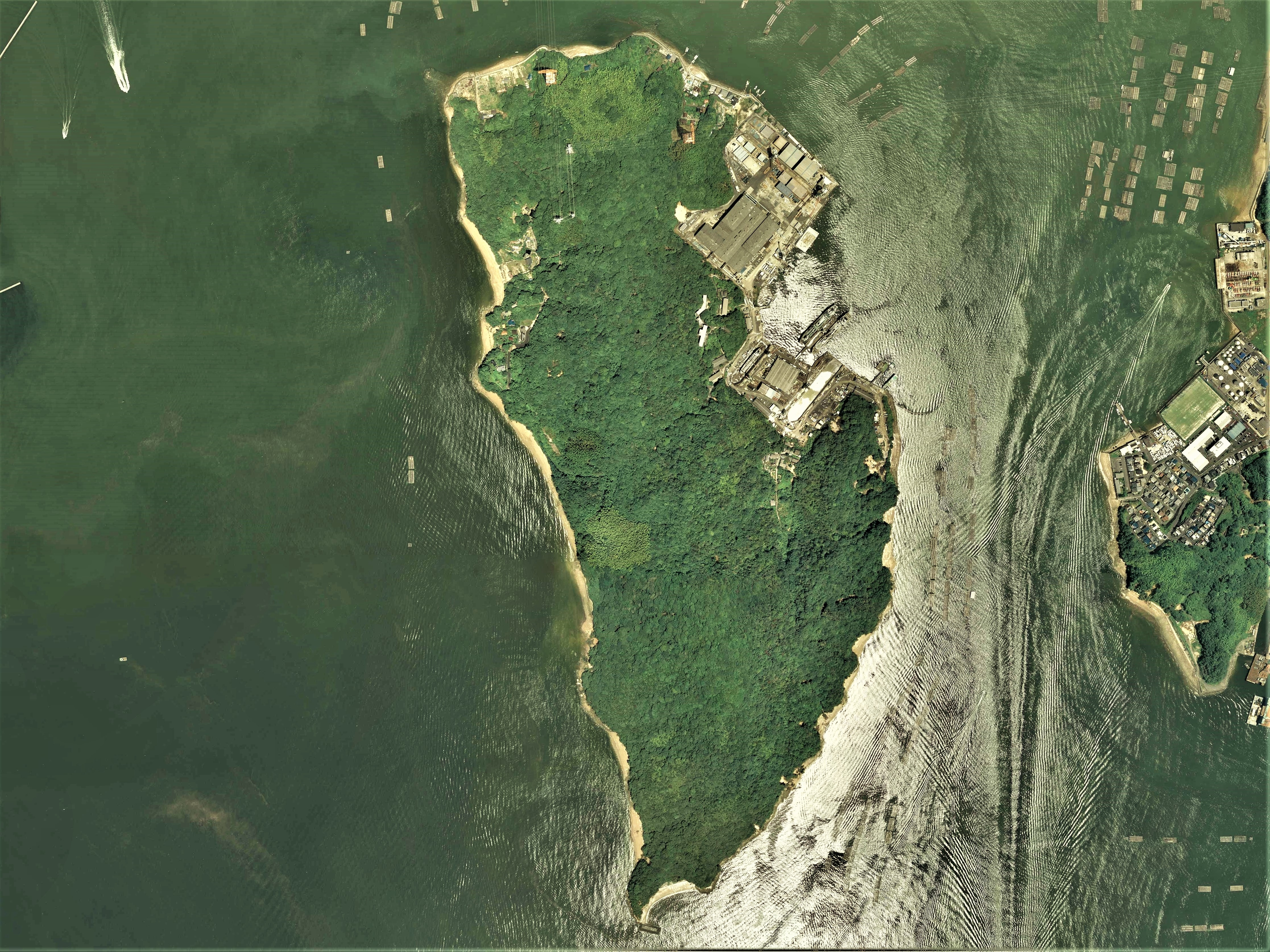
金輪島周辺の空中写真。
2018年7月11日撮影の3枚を合成作成。

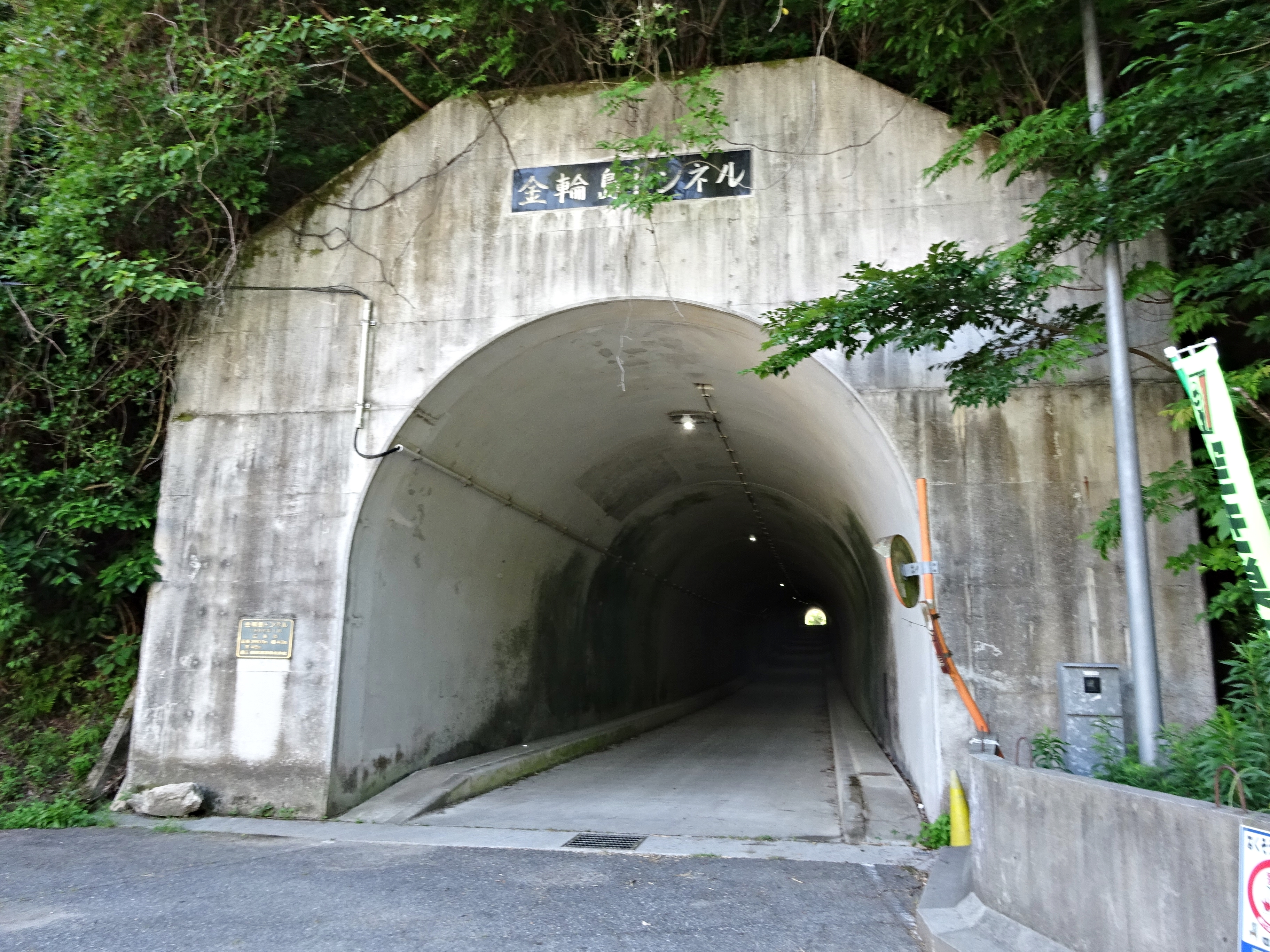
島の東部と西部を短絡する金輪島トンネル

金輪島（かなわじま）は広島湾に浮かぶ芸予諸島の島。広島港の東約1kmに位置する。

## 概要
この島には戦前、旧陸軍運輸部金輪島工場（太平洋戦争末期には旧陸軍野戦船舶本廠の一部になった）や島の中央の山頂付近に照空灯陣地が置かれるなど、軍の島であった。
戦後、旧陸軍船舶司令部（暁部隊）直轄の陸軍野戦船舶本廠の一部であったこの島の東岸の造船施設は民間へ払い下げられ、その後、現在に至るまで造船業はこの島の基幹産業である。現在の造船所の従業員は250人ほどだが、最盛期には約1,400人が勤務するほどであった。
この島の北岸、西岸には民家が点在するが、南側には工場、民家はなく雑木林に覆われている。造船工場以外の海岸は砂浜で覆われている。
島内に商店はなかったが、2024年（令和6年）6月6日にコンビニエンスストアのポプラが無人店舗の「ポプラ スマートセルフ 新来島宇品店」を開店した。

## 行政
広島県広島市南区宇品町金輪に属する。
「住民基本台帳法の一部を改正する法律」が2012年（平成24年）7月に施行され、外国人人口についても住民基本台帳制度が適用されることとなったため、同年8月末からは総数に外国人人口、外国人世帯及び複数国籍世帯が含まれる。
- 人口 : 66人　うち日本人 : 34人
- 世帯数 : 55　うち日本人世帯 : 23

（2012年11月末現在 - 広島市役所ウェブサイトより)

## 歴史
- 1749年（寛延2年） - 商人の平野屋が請山として借り受け、大規模なハゼノキ、ウルシノキの植樹を始める。
  - 以後、島では大規模なロウの生産が行われたが、地元漁師が植栽木の紅葉が魚族の襲来を妨げるとして反発するようになり、1770年までに撤退を余儀なくされた[3]。
- 1894年（明治27年）- 陸軍運輸部金輪島工場 開設[4]
  - 民間の耕地を陸軍が買収し開設した陸軍運輸部直轄の船の修理や新造もおこなっていた造船工場[4]。1924年（大正13年）時点での職工は、船員/木工/鉄工および技術工含め443人[4]。
- 1942年（昭和17年）- 陸軍船舶司令部（暁部隊）野戦船舶本廠に組み込まれる
- 1947年（昭和26年）- 陸軍船舶司令部（暁部隊）野戦船舶本廠の設備を引き継ぎ、金輪船渠株式会社が発足
- 1967年（昭和42年）9月10日 - 山林火災が発生[5]
- 1998年（平成10年）- 金輪船渠が西武造船に社名変更
- 2006年（平成18年）- 西武造船が新来島どっくに買収され、新来島宇品どっくとなる

## 交通

### 水上交通
- 金輪島会

広島市営桟橋〜グランドプリンスホテル広島〜金輪島（所要時間10分、1日11往復（5往復はグランドプリンスホテル広島経由、所要時間15分））

## 自然

### 山
- 金輪富士（標高 158 m）

### 植生
原生的な植生は残されていないとされるが、海岸部にはハマゴウなどの海岸植物がみられる。

## 産業
- 造船業

新来島宇品どっく - 各種船舶の点検・修繕で高い評価を受けている。